# Pallacanestro all'XI Festival olimpico estivo della gioventù europea
Le competizioni di pallacanestro al XI Festival olimpico estivo della gioventù europea si sono svolte dal 25 al 29 luglio 2013 a Trebisonda, in Turchia

## Podi

### Ragazzi
| Evento          | Oro      | Argento | Bronzo  |
| Torneo maschile | Lituania | Serbia  | Turchia |

### Ragazze
| Evento           | Oro    | Argento | Bronzo |
| Torneo femminile | Belgio | Francia | Russia |